# Aspalathus retroflexa
Aspalathus retroflexa är en ärtväxtart som beskrevs av Carl von Linné. Aspalathus retroflexa ingår i släktet Aspalathus och familjen ärtväxter.

## Underarter
Arten delas in i följande underarter:
- A. r. amoena
- A. r. angustipetala
- A. r. bicolor
- A. r. empetrifolia
- A. r. retroflexa